# 小林三夫
小林 三夫（こばやし みつお、1920年7月5日 - 没年不詳）は、日本の俳優である。本名同じ。サイレント映画時代の昭和初年に少年役者として活躍し、トーキー時代にも出演しているあどけなさの残る青年バイプレイヤーであったが、第二次世界大戦以前の記録しか残っておらず、戦後の消息は不明である。

## 来歴・人物
京都府京都市上京区生まれ。太秦小学校高等科卒業。
1928年（昭和3年）にマキノ・プロダクションから独立した片岡千恵蔵が設立した「片岡千恵蔵プロダクション」（千恵プロ）に入社、当時子役に近いローティーンの脇役からキャリアを始める。初めてクレジットに登場するのは、同プロダクションの正月映画『続万花地獄 第一篇』である。同作はその前月に俳優・脚本家から映画監督に転向してデビューした当時28歳の伊丹万作の監督第2作であり、伊丹を片岡に紹介した伊藤大輔が「演出指導」として補佐を固めている。また同作には伊丹が「青山七造」名義で出演もしており、のちの東映の大プロデューサーとなる俳優時代の玉木潤一郎も出演している。同作は3部作で、翌1929年（昭和4年）2月15日公開の第3作『続万花地獄 完結篇』で完結するが、小林は3作ともに同じ役で出演した。
また同年、当時27歳の井上金太郎が「秋篠珊次郎」名義でオリジナル脚本を書き下ろして監督した『火陣』にも、「倅」役で出演している。同作には片岡の相手役川上弥生をはじめ、葛木香一、沢村春子らの俳優が日活太秦撮影所からレンタルされ、出演した作品である。
1930年（昭和5年）の伊丹万作のオリジナル脚本による監督作『春風の彼方へ』で片岡の次にクレジットされるという重要な役を経て、翌1931年（昭和6年）、日活太秦撮影所にレンタルされ、徳永フランク監督の現代劇『少年選手』の主役に抜擢される。
1937年（昭和12年）、片岡は千恵プロを畳み日活京都撮影所に入社するが、小林もこれに同行する。サイレントの時代は終わり、同撮影所ではすでにトーキーである。1939年（昭和14年）暮れ、日活がテイチクレコードと組んだ、片岡主演のミュージカル時代劇『鴛鴦歌合戦』に出演、千恵プロ出身のヴェテラン香川良介演じる「香川屋宗七」の店の奉公人で、テイチクのスター歌手服部富子演じる香川屋のひとり娘「おとみ」のわがままを聞く、人のよい付き人の役を演じた。
以降は、嵐寛寿郎や『鴛鴦歌合戦』で片岡の相手役だった市川春代の主演映画に、多くの旧千恵プロ、日活京都のおなじみのバイプレイヤーたちとともに顔を出している。
1942年（昭和17年）1月の日活の戦時統合による大映への合併以降小林の消息は明らかになっていないが、同年ごろは20代半ばから後半であったとみられるため、現在存命であれば100歳前後の年齢である。

## フィルモグラフィ

### 片岡千恵蔵プロダクション、無声時代
- 続万花地獄 第一篇　1928年　監督・脚本・出演伊丹万作、演出指導伊藤大輔、原作吉川英治、主演片岡千恵蔵、共演林誠之助、香川良介、玉木潤一郎、衣笠淳子、島田菊江、瀬川路三郎　※「吹矢の荘八」役
- 続万花地獄 第二篇　1929年　監督稲垣浩、脚本美野五翁、原作吉川英治、主演片岡千恵蔵、共演林誠之助、香川良介、玉木潤一郎、衣笠淳子、島田菊江、瀬川路三郎　※「吹矢の荘八」役
- 続万花地獄 完結篇　1929年　監督・脚本稲垣浩・曽我正史、原作吉川英治、主演片岡千恵蔵、共演林誠之助、香川良介、衣笠淳子、島田菊江、瀬川路三郎　※「吹矢の荘八」役
- 絵本武者修業　1929年　監督稲垣浩、原作・脚本伊丹万作、主演片岡千恵蔵、共演林誠之助、伏見信子、香川良介、衣笠淳子、島田菊江、瀬川路三郎　※「お初（伏見信子）の弟」役
- 火陣　1929年　監督井上金太郎、原作・脚本秋篠珊次郎、主演片岡千恵蔵、共演川上弥生、瀬川路三郎、衣笠淳子、林誠之助、葛木香一、沢村春子、香川良介　※「倅」役
- 春風の彼方へ　1930年　監督・原作・脚本伊丹万作、主演片岡千恵蔵、共演香川良介、瀬川路三郎、林誠之助　※「ちゃあ公」役
- 少年選手　1931年　監督・原作徳永フランク、脚本増田真三、共演斎藤紫香、高木永二、木下千代子　※日活太秦撮影所現代劇部へ出向、主演作
- 闇討渡世　1932年　監督・脚本伊丹万作、原作村松梢風、主演片岡千恵蔵、共演浅香新八郎、高勢実乗、葛木香一、瀬川路三郎、林誠之助、香川良介、山田五十鈴、尾上華丈　※「紀之助」役
- 時代の驕児　1932年　監督稲垣浩、原作・脚本山上伊太郎、主演片岡千恵蔵、共演宗春太郎、香川良介、瀬川路三郎、稲田春子、林誠之助　※「しじみ売り」役
- 国定忠治 霽れる赤城の巻　1933年　監督稲垣浩、原作子母沢寛、脚本山上伊太郎、主演片岡千恵蔵、共演瀬川路三郎、林誠之助、香川良介、浅香新八郎、尾上華丈、団徳麿　※「竹之助」役
- 笹野権三郎 三日月笹穂切り　1933年　監督・脚本稲垣浩、原作岸井紫浪、主演片岡千恵蔵、共演瀬川路三郎、香川良介、林誠之助、水の江澄子　※「弟・巳之吉」役

### 日活京都撮影所、トーキー時代
- 鴛鴦歌合戦　1939年　監督マキノ正博、主演片岡千恵蔵、市川春代、ディック・ミネ　※「三吉」役
- 右門捕物帖 金色の鬼　1940年　監督・脚本丸根賛太郎、原作佐々木味津三、潤色センバ重利、主演嵐寛寿郎、沢村国太郎、河部五郎、香川良介、瀬川路三郎、志村喬、石川秀道、嵐寿之助、※「呉服屋の小僧」役
- 海を渡る祭礼　1941年　監督稲垣浩、脚本三村伸太郎、音楽西梧郎、主演市川春代、深水藤子、衣笠淳子、香川良介、志村喬、遠山満、尾上華丈、団徳麿、石川秀道、大崎史郎　※「板場の宇助」役

## 註
1. 1 2 3 4 5  『日本映画年鑑 昭和16年度版』大同社、1941年、40頁。
2. ↑  『日本映画俳優全集・男優編』（キネマ旬報社、1979年）の「香川良介」の項（p.140）を参照。同項執筆は磯田啓二・奥田久司。